# Zanclopteryx uniferata
Zanclopteryx uniferata är en fjärilsart som beskrevs av Walker 1863. Zanclopteryx uniferata ingår i släktet Zanclopteryx och familjen mätare. Inga underarter finns listade i Catalogue of Life.